# Unicodeblock Arabisch
Der Unicodeblock Arabisch (Arabic, U+0600 bis U+06FF) enthält die Standardbuchstaben und -diakritika der arabischen Schrift sowie weitere Diakritika und die beiden arabischen Varianten der indischen Zahlschrift. Weitere drei Arabisch-Blöcke sind Arabisch, Ergänzung, Arabisch, erweitert-A sowie Arabische Präsentationsformen-A und Arabische Präsentationsformen-B.

## Liste
| Unicodenummer | Zeichen (400 %) | Kategorie                               | Bidirektionale Klasse       | Offizielle Bezeichnung                                        | Beschreibung                                                                            |
| ------------- | --------------- | --------------------------------------- | --------------------------- | ------------------------------------------------------------- | --------------------------------------------------------------------------------------- |
| U+0600 (1536) | ؀                | Formatierzeichen                        | arabische Ziffer            | ARABIC NUMBER SIGN                                            | Arabisches Nummernzeichen                                                               |
| U+0601 (1537) | ؁                | Formatierzeichen                        | arabische Ziffer            | ARABIC SIGN SANAH                                             | Arabisches Zeichen Sana („Jahr“)                                                        |
| U+0602 (1538) | ؂                | Formatierzeichen                        | arabische Ziffer            | ARABIC FOOTNOTE MARKER                                        | Arabisches Fußnotenzeichen                                                              |
| U+0603 (1539) | ؃                | Formatierzeichen                        | arabische Ziffer            | ARABIC SIGN SAFHA                                             | Arabisches Zeichen Safha                                                                |
| U+0604 (1540) | ؄                | Formatierzeichen                        | arabische Ziffer            | ARABIC SIGN SAMVAT                                            | Arabisches Zeichen Sambat                                                               |
| U+0605 (1541) | ؅                | Formatierzeichen                        | arabische Ziffer            | ARABIC NUMBER MARK ABOVE                                      | Arabische Zahlmarkierung oben                                                           |
| U+0606 (1542) | ؆               | mathematisches Symbol                   | anderes neutrales Zeichen   | ARABIC-INDIC CUBE ROOT                                        | Arabisch-indische Kubikwurzel                                                           |
| U+0607 (1543) | ؇               | mathematisches Symbol                   | anderes neutrales Zeichen   | ARABIC-INDIC FOURTH ROOT                                      | Arabisch-indische vierte Wurzel                                                         |
| U+0608 (1544) | ؈               | mathematisches Symbol                   | arabischer Buchstabe        | ARABIC RAY                                                    |                                                                                         |
| U+0609 (1545) | ؉               | andere Interpunktion                    | europäisches Schlusszeichen | ARABIC-INDIC PER MILLE SIGN                                   | Arabisch-indisches Promillezeichen                                                      |
| U+060A (1546) | ؊               | andere Interpunktion                    | europäisches Schlusszeichen | ARABIC-INDIC PER TEN THOUSAND SIGN                            | Arabisch-indischer Basispunkt                                                           |
| U+060B (1547) | ؋               | Währungssymbol                          | arabischer Buchstabe        | AFGHANI SIGN                                                  | Afghani                                                                                 |
| U+060C (1548) | ،               | andere Interpunktion                    | allgemeines Trennzeichen    | ARABIC COMMA                                                  | Arabisches Komma                                                                        |
| U+060D (1549) | ؍               | andere Interpunktion                    | arabischer Buchstabe        | ARABIC DATE SEPARATOR                                         | Arabisches Datumstrennzeichen                                                           |
| U+060E (1550) | ؎               | anderes Symbol                          | anderes neutrales Zeichen   | ARABIC POETIC VERSE SIGN                                      | Arabisches Poetischer-Vers-Zeichen                                                      |
| U+060F (1551) | ؏               | anderes Symbol                          | anderes neutrales Zeichen   | ARABIC SIGN MISRA                                             | Arabisches Zeichen Misra                                                                |
| U+0610 (1552) | ؐ◌               | Markierung ohne Extrabreite             | Markierung ohne Extrabreite | ARABIC SIGN SALLALLAHOU ALAYHE WASSALLAM                      | Arabisches Zeichen Salla llahu alayhi wa-sallam                                         |
| U+0611 (1553) | ؑ◌               | Markierung ohne Extrabreite             | Markierung ohne Extrabreite | ARABIC SIGN ALAYHE ASSALLAM                                   | Arabisches Zeichen Alayhi s-salam                                                       |
| U+0612 (1554) | ؒ◌               | Markierung ohne Extrabreite             | Markierung ohne Extrabreite | ARABIC SIGN RAHMATULLAH ALAYHE                                | Arabisches Zeichen Rahmatu llah alayhi                                                  |
| U+0613 (1555) | ؓ◌               | Markierung ohne Extrabreite             | Markierung ohne Extrabreite | ARABIC SIGN RADI ALLAHOU ANHU                                 | Arabisches Zeichen Radiya llahu anhu                                                    |
| U+0614 (1556) | ؔ◌               | Markierung ohne Extrabreite             | Markierung ohne Extrabreite | ARABIC SIGN TAKHALLUS                                         | Arabisches Zeichen Nom de plume                                                         |
| U+0615 (1557) | ؕ◌               | Markierung ohne Extrabreite             | Markierung ohne Extrabreite | ARABIC SMALL HIGH TAH                                         | Arabisches kleines hohes Ta                                                             |
| U+0616 (1558) | ؖ◌               | Markierung ohne Extrabreite             | Markierung ohne Extrabreite | ARABIC SMALL HIGH LIGATURE ALEF WITH LAM WITH YEH             | Arabische kleine hohe Ligatur Alif, Lam und Ya                                          |
| U+0617 (1559) | ؗ◌               | Markierung ohne Extrabreite             | Markierung ohne Extrabreite | ARABIC SMALL HIGH ZAIN                                        | Arabisches kleines hohes Zay                                                            |
| U+0618 (1560) | ؘ◌               | Markierung ohne Extrabreite             | Markierung ohne Extrabreite | ARABIC SMALL FATHA                                            | Arabisches kleines Fatha                                                                |
| U+0619 (1561) | ؙ◌               | Markierung ohne Extrabreite             | Markierung ohne Extrabreite | ARABIC SMALL DAMMA                                            | Arabisches kleines Damma                                                                |
| U+061A (1562) | ؚ◌               | Markierung ohne Extrabreite             | Markierung ohne Extrabreite | ARABIC SMALL KASRA                                            | Arabisches kleines Kasra                                                                |
| U+061B (1563) | ؛               | andere Interpunktion                    | arabischer Buchstabe        | ARABIC SEMICOLON                                              | Arabisches Semikolon                                                                    |
| U+061C (1564) | <format>        | Formatierzeichen                        | arabischer Buchstabe        | ARABIC LETTER MARK                                            | Arabisches Buchstaben-Zeichen                                                           |
| U+061D (1565) | ؝               | andere Interpunktion                    | arabischer Buchstabe        | ARABIC END OF TEXT MARK                                       | Arabisches Textende-Zeichen                                                             |
| U+061E (1566) | ؞               | andere Interpunktion                    | arabischer Buchstabe        | ARABIC TRIPLE DOT PUNCTUATION MARK                            | Arabisches Dreipunktzeichen                                                             |
| U+061F (1567) | ؟               | andere Interpunktion                    | arabischer Buchstabe        | ARABIC QUESTION MARK                                          | Arabisches Fragezeichen                                                                 |
| U+0620 (1568) | ؠ               | anderer Buchstabe, Silbe oder Ideogramm | arabischer Buchstabe        | ARABIC LETTER KASHMIRI YEH                                    | Arabischer Buchstabe Kashmiri-Ya                                                        |
| U+0621 (1569) | ء               | anderer Buchstabe, Silbe oder Ideogramm | arabischer Buchstabe        | ARABIC LETTER HAMZA                                           | Arabischer Buchstabe Hamza                                                              |
| U+0622 (1570) | آ               | anderer Buchstabe, Silbe oder Ideogramm | arabischer Buchstabe        | ARABIC LETTER ALEF WITH MADDA ABOVE                           | Arabischer Buchstabe Alif mit übergesetztem Madda                                       |
| U+0623 (1571) | أ               | anderer Buchstabe, Silbe oder Ideogramm | arabischer Buchstabe        | ARABIC LETTER ALEF WITH HAMZA ABOVE                           | Arabischer Buchstabe Alif mit übergesetztem Hamza                                       |
| U+0624 (1572) | ؤ               | anderer Buchstabe, Silbe oder Ideogramm | arabischer Buchstabe        | ARABIC LETTER WAW WITH HAMZA ABOVE                            | Arabischer Buchstabe Waw mit übergesetztem Hamza                                        |
| U+0625 (1573) | إ               | anderer Buchstabe, Silbe oder Ideogramm | arabischer Buchstabe        | ARABIC LETTER ALEF WITH HAMZA BELOW                           | Arabischer Buchstabe Alif mit untergesetztem Hamza                                      |
| U+0626 (1574) | ئ               | anderer Buchstabe, Silbe oder Ideogramm | arabischer Buchstabe        | ARABIC LETTER YEH WITH HAMZA ABOVE                            | Arabischer Buchstabe Ya mit übergesetztem Hamza                                         |
| U+0627 (1575) | ا               | anderer Buchstabe, Silbe oder Ideogramm | arabischer Buchstabe        | ARABIC LETTER ALEF                                            | Arabischer Buchstabe Alif                                                               |
| U+0628 (1576) | ب               | anderer Buchstabe, Silbe oder Ideogramm | arabischer Buchstabe        | ARABIC LETTER BEH                                             | Arabischer Buchstabe Ba                                                                 |
| U+0629 (1577) | ة               | anderer Buchstabe, Silbe oder Ideogramm | arabischer Buchstabe        | ARABIC LETTER TEH MARBUTA                                     | Arabischer Buchstabe Ta marbuta                                                         |
| U+062A (1578) | ت               | anderer Buchstabe, Silbe oder Ideogramm | arabischer Buchstabe        | ARABIC LETTER TEH                                             | Arabischer Buchstabe Ta                                                                 |
| U+062B (1579) | ث               | anderer Buchstabe, Silbe oder Ideogramm | arabischer Buchstabe        | ARABIC LETTER THEH                                            | Arabischer Buchstabe Tha                                                                |
| U+062C (1580) | ج               | anderer Buchstabe, Silbe oder Ideogramm | arabischer Buchstabe        | ARABIC LETTER JEEM                                            | Arabischer Buchstabe Dschim                                                             |
| U+062D (1581) | ح               | anderer Buchstabe, Silbe oder Ideogramm | arabischer Buchstabe        | ARABIC LETTER HAH                                             | Arabischer Buchstabe pharyngales Ha                                                     |
| U+062E (1582) | خ               | anderer Buchstabe, Silbe oder Ideogramm | arabischer Buchstabe        | ARABIC LETTER KHAH                                            | Arabischer Buchstabe Cha                                                                |
| U+062F (1583) | د               | anderer Buchstabe, Silbe oder Ideogramm | arabischer Buchstabe        | ARABIC LETTER DAL                                             | Arabischer Buchstabe Dal                                                                |
| U+0630 (1584) | ذ               | anderer Buchstabe, Silbe oder Ideogramm | arabischer Buchstabe        | ARABIC LETTER THAL                                            | Arabischer Buchstabe Dhal                                                               |
| U+0631 (1585) | ر               | anderer Buchstabe, Silbe oder Ideogramm | arabischer Buchstabe        | ARABIC LETTER REH                                             | Arabischer Buchstabe Ra                                                                 |
| U+0632 (1586) | ز               | anderer Buchstabe, Silbe oder Ideogramm | arabischer Buchstabe        | ARABIC LETTER ZAIN                                            | Arabischer Buchstabe Zay                                                                |
| U+0633 (1587) | س               | anderer Buchstabe, Silbe oder Ideogramm | arabischer Buchstabe        | ARABIC LETTER SEEN                                            | Arabischer Buchstabe Sin                                                                |
| U+0634 (1588) | ش               | anderer Buchstabe, Silbe oder Ideogramm | arabischer Buchstabe        | ARABIC LETTER SHEEN                                           | Arabischer Buchstabe Schin                                                              |
| U+0635 (1589) | ص               | anderer Buchstabe, Silbe oder Ideogramm | arabischer Buchstabe        | ARABIC LETTER SAD                                             | Arabischer Buchstabe Sad                                                                |
| U+0636 (1590) | ض               | anderer Buchstabe, Silbe oder Ideogramm | arabischer Buchstabe        | ARABIC LETTER DAD                                             | Arabischer Buchstabe Dad                                                                |
| U+0637 (1591) | ط               | anderer Buchstabe, Silbe oder Ideogramm | arabischer Buchstabe        | ARABIC LETTER TAH                                             | Arabischer Buchstabe emphatisches Ta                                                    |
| U+0638 (1592) | ظ               | anderer Buchstabe, Silbe oder Ideogramm | arabischer Buchstabe        | ARABIC LETTER ZAH                                             | Arabischer Buchstabe Za                                                                 |
| U+0639 (1593) | ع               | anderer Buchstabe, Silbe oder Ideogramm | arabischer Buchstabe        | ARABIC LETTER AIN                                             | Arabischer Buchstabe Ain                                                                |
| U+063A (1594) | غ               | anderer Buchstabe, Silbe oder Ideogramm | arabischer Buchstabe        | ARABIC LETTER GHAIN                                           | Arabischer Buchstabe Ghain                                                              |
| U+063B (1595) | ػ               | anderer Buchstabe, Silbe oder Ideogramm | arabischer Buchstabe        | ARABIC LETTER KEHEH WITH TWO DOTS ABOVE                       | Arabischer Buchstabe Kehe mit zwei übergesetzten Punkten                                |
| U+063C (1596) | ؼ               | anderer Buchstabe, Silbe oder Ideogramm | arabischer Buchstabe        | ARABIC LETTER KEHEH WITH THREE DOTS BELOW                     | Arabischer Buchstabe Kehe mit drei untergesetzten Punkten                               |
| U+063D (1597) | ؽ               | anderer Buchstabe, Silbe oder Ideogramm | arabischer Buchstabe        | ARABIC LETTER FARSI YEH WITH INVERTED V                       | Arabischer Buchstabe Farsi-Ya mit umgekehrtem V                                         |
| U+063E (1598) | ؾ               | anderer Buchstabe, Silbe oder Ideogramm | arabischer Buchstabe        | ARABIC LETTER FARSI YEH WITH TWO DOTS ABOVE                   | Arabischer Buchstabe Farsi-Ya mit zwei übergesetzten Punkten                            |
| U+063F (1599) | ؿ               | anderer Buchstabe, Silbe oder Ideogramm | arabischer Buchstabe        | ARABIC LETTER FARSI YEH WITH THREE DOTS ABOVE                 | Arabischer Buchstabe Farsi-Ya mit drei übergesetzten Punkten                            |
| U+0640 (1600) | ـ               | modifizierender Buchstabe               | arabischer Buchstabe        | ARABIC TATWEEL                                                | Arabisches Kaschidazeichen                                                              |
| U+0641 (1601) | ف               | anderer Buchstabe, Silbe oder Ideogramm | arabischer Buchstabe        | ARABIC LETTER FEH                                             | Arabischer Buchstabe Fa                                                                 |
| U+0642 (1602) | ق               | anderer Buchstabe, Silbe oder Ideogramm | arabischer Buchstabe        | ARABIC LETTER QAF                                             | Arabischer Buchstabe Qaf                                                                |
| U+0643 (1603) | ك               | anderer Buchstabe, Silbe oder Ideogramm | arabischer Buchstabe        | ARABIC LETTER KAF                                             | Arabischer Buchstabe Kaf                                                                |
| U+0644 (1604) | ل               | anderer Buchstabe, Silbe oder Ideogramm | arabischer Buchstabe        | ARABIC LETTER LAM                                             | Arabischer Buchstabe Lam                                                                |
| U+0645 (1605) | م               | anderer Buchstabe, Silbe oder Ideogramm | arabischer Buchstabe        | ARABIC LETTER MEEM                                            | Arabischer Buchstabe Mim                                                                |
| U+0646 (1606) | ن               | anderer Buchstabe, Silbe oder Ideogramm | arabischer Buchstabe        | ARABIC LETTER NOON                                            | Arabischer Buchstabe Nun                                                                |
| U+0647 (1607) | ه               | anderer Buchstabe, Silbe oder Ideogramm | arabischer Buchstabe        | ARABIC LETTER HEH                                             | Arabischer Buchstabe Ha                                                                 |
| U+0648 (1608) | و               | anderer Buchstabe, Silbe oder Ideogramm | arabischer Buchstabe        | ARABIC LETTER WAW                                             | Arabischer Buchstabe Waw                                                                |
| U+0649 (1609) | ى               | anderer Buchstabe, Silbe oder Ideogramm | arabischer Buchstabe        | ARABIC LETTER ALEF MAKSURA                                    | Arabischer Buchstabe Alif maqsura                                                       |
| U+064A (1610) | ي               | anderer Buchstabe, Silbe oder Ideogramm | arabischer Buchstabe        | ARABIC LETTER YEH                                             | Arabischer Buchstabe Ya                                                                 |
| U+064B (1611) | ً◌               | Markierung ohne Extrabreite             | Markierung ohne Extrabreite | ARABIC FATHATAN                                               | Arabisches Fathatan                                                                     |
| U+064C (1612) | ٌ◌               | Markierung ohne Extrabreite             | Markierung ohne Extrabreite | ARABIC DAMMATAN                                               | Arabisches Dammatan                                                                     |
| U+064D (1613) | ٍ◌               | Markierung ohne Extrabreite             | Markierung ohne Extrabreite | ARABIC KASRATAN                                               | Arabisches Kasratan                                                                     |
| U+064E (1614) | َ◌               | Markierung ohne Extrabreite             | Markierung ohne Extrabreite | ARABIC FATHA                                                  | Arabisches Fatha                                                                        |
| U+064F (1615) | ُ◌               | Markierung ohne Extrabreite             | Markierung ohne Extrabreite | ARABIC DAMMA                                                  | Arabisches Damma                                                                        |
| U+0650 (1616) | ِ◌               | Markierung ohne Extrabreite             | Markierung ohne Extrabreite | ARABIC KASRA                                                  | Arabisches Kasra                                                                        |
| U+0651 (1617) | ّ◌               | Markierung ohne Extrabreite             | Markierung ohne Extrabreite | ARABIC SHADDA                                                 | Arabisches Schadda                                                                      |
| U+0652 (1618) | ْ◌               | Markierung ohne Extrabreite             | Markierung ohne Extrabreite | ARABIC SUKUN                                                  | Arabisches Sukūn                                                                        |
| U+0653 (1619) | ٓ◌               | Markierung ohne Extrabreite             | Markierung ohne Extrabreite | ARABIC MADDAH ABOVE                                           | Arabisches übergesetztes Madda                                                          |
| U+0654 (1620) | ٔ◌               | Markierung ohne Extrabreite             | Markierung ohne Extrabreite | ARABIC HAMZA ABOVE                                            | Arabisches übergesetztes Hamza                                                          |
| U+0655 (1621) | ٕ◌               | Markierung ohne Extrabreite             | Markierung ohne Extrabreite | ARABIC HAMZA BELOW                                            | Arabisches untergesetztes Hamza                                                         |
| U+0656 (1622) | ٖ◌               | Markierung ohne Extrabreite             | Markierung ohne Extrabreite | ARABIC SUBSCRIPT ALEF                                         | Arabisches tiefgestelltes Alif                                                          |
| U+0657 (1623) | ٗ◌               | Markierung ohne Extrabreite             | Markierung ohne Extrabreite | ARABIC INVERTED DAMMA                                         | Arabisches umgekehrtes Damma                                                            |
| U+0658 (1624) | ٘◌               | Markierung ohne Extrabreite             | Markierung ohne Extrabreite | ARABIC MARK NOON GHUNNA                                       | Arabisches Zeichen Nun ghunna                                                           |
| U+0659 (1625) | ٙ◌               | Markierung ohne Extrabreite             | Markierung ohne Extrabreite | ARABIC ZWARAKAY                                               | Zwarakay                                                                                |
| U+065A (1626) | ٚ◌               | Markierung ohne Extrabreite             | Markierung ohne Extrabreite | ARABIC VOWEL SIGN SMALL V ABOVE                               | Arabisches Vokalzeichen übergesetztes kleines V                                         |
| U+065B (1627) | ٛ◌               | Markierung ohne Extrabreite             | Markierung ohne Extrabreite | ARABIC VOWEL SIGN INVERTED SMALL V ABOVE                      | Arabisches Vokalzeichen übergesetztes umgekehrtes kleines V                             |
| U+065C (1628) | ٜ◌               | Markierung ohne Extrabreite             | Markierung ohne Extrabreite | ARABIC VOWEL SIGN DOT BELOW                                   | Arabisches Vokalzeichen untergesetzter Punkt                                            |
| U+065D (1629) | ٝ◌               | Markierung ohne Extrabreite             | Markierung ohne Extrabreite | ARABIC REVERSED DAMMA                                         | Arabisches gewendetes Damma                                                             |
| U+065E (1630) | ٞ◌               | Markierung ohne Extrabreite             | Markierung ohne Extrabreite | ARABIC FATHA WITH TWO DOTS                                    | Arabisches Fatha mit zwei Punkten                                                       |
| U+065F (1631) | ٟ◌               | Markierung ohne Extrabreite             | Markierung ohne Extrabreite | ARABIC WAVY HAMZA BELOW                                       | Arabisches untergesetztes wellenförmiges Hamza                                          |
| U+0660 (1632) | ٠               | Dezimalziffer                           | arabische Ziffer            | ARABIC-INDIC DIGIT ZERO                                       | Arabisch-indische Ziffer Null                                                           |
| U+0661 (1633) | ١               | Dezimalziffer                           | arabische Ziffer            | ARABIC-INDIC DIGIT ONE                                        | Arabisch-indische Ziffer Eins                                                           |
| U+0662 (1634) | ٢               | Dezimalziffer                           | arabische Ziffer            | ARABIC-INDIC DIGIT TWO                                        | Arabisch-indische Ziffer Zwei                                                           |
| U+0663 (1635) | ٣               | Dezimalziffer                           | arabische Ziffer            | ARABIC-INDIC DIGIT THREE                                      | Arabisch-indische Ziffer Drei                                                           |
| U+0664 (1636) | ٤               | Dezimalziffer                           | arabische Ziffer            | ARABIC-INDIC DIGIT FOUR                                       | Arabisch-indische Ziffer Vier                                                           |
| U+0665 (1637) | ٥               | Dezimalziffer                           | arabische Ziffer            | ARABIC-INDIC DIGIT FIVE                                       | Arabisch-indische Ziffer Fünf                                                           |
| U+0666 (1638) | ٦               | Dezimalziffer                           | arabische Ziffer            | ARABIC-INDIC DIGIT SIX                                        | Arabisch-indische Ziffer Sechs                                                          |
| U+0667 (1639) | ٧               | Dezimalziffer                           | arabische Ziffer            | ARABIC-INDIC DIGIT SEVEN                                      | Arabisch-indische Ziffer Sieben                                                         |
| U+0668 (1640) | ٨               | Dezimalziffer                           | arabische Ziffer            | ARABIC-INDIC DIGIT EIGHT                                      | Arabisch-indische Ziffer Acht                                                           |
| U+0669 (1641) | ٩               | Dezimalziffer                           | arabische Ziffer            | ARABIC-INDIC DIGIT NINE                                       | Arabisch-indische Ziffer Neun                                                           |
| U+066A (1642) | ٪               | andere Interpunktion                    | europäisches Schlusszeichen | ARABIC PERCENT SIGN                                           | Arabisches Prozent-Zeichen                                                              |
| U+066B (1643) | ٫               | andere Interpunktion                    | arabische Ziffer            | ARABIC DECIMAL SEPARATOR                                      | Arabisches Dezimaltrennzeichen                                                          |
| U+066C (1644) | ٬               | andere Interpunktion                    | arabische Ziffer            | ARABIC THOUSANDS SEPARATOR                                    | Arabisches Tausender-Trennzeichen                                                       |
| U+066D (1645) | ٭               | andere Interpunktion                    | arabischer Buchstabe        | ARABIC FIVE POINTED STAR                                      | Arabischer fünfzackiger Stern                                                           |
| U+066E (1646) | ٮ               | anderer Buchstabe, Silbe oder Ideogramm | arabischer Buchstabe        | ARABIC LETTER DOTLESS BEH                                     | Arabischer Buchstabe punktloses Ba                                                      |
| U+066F (1647) | ٯ               | anderer Buchstabe, Silbe oder Ideogramm | arabischer Buchstabe        | ARABIC LETTER DOTLESS QAF                                     | Arabischer Buchstabe punktloses Qaf                                                     |
| U+0670 (1648) | ٰ◌               | Markierung ohne Extrabreite             | Markierung ohne Extrabreite | ARABIC LETTER SUPERSCRIPT ALEF                                | Arabischer Buchstabe hochgestelltes Alif                                                |
| U+0671 (1649) | ٱ               | anderer Buchstabe, Silbe oder Ideogramm | arabischer Buchstabe        | ARABIC LETTER ALEF WASLA                                      | Arabischer Buchstabe Alif-Wasla                                                         |
| U+0672 (1650) | ٲ               | anderer Buchstabe, Silbe oder Ideogramm | arabischer Buchstabe        | ARABIC LETTER ALEF WITH WAVY HAMZA ABOVE                      | Arabischer Buchstabe Alif mit übergesetztem wellenförmigen Hamza                        |
| U+0673 (1651) | ٳ               | anderer Buchstabe, Silbe oder Ideogramm | arabischer Buchstabe        | ARABIC LETTER ALEF WITH WAVY HAMZA BELOW                      | Arabischer Buchstabe Alif mit untergesetztem wellenförmigen Hamza                       |
| U+0674 (1652) | ٴ               | anderer Buchstabe, Silbe oder Ideogramm | arabischer Buchstabe        | ARABIC LETTER HIGH HAMZA                                      | Arabischer Buchstabe hohes Hamza                                                        |
| U+0675 (1653) | ٵ               | anderer Buchstabe, Silbe oder Ideogramm | arabischer Buchstabe        | ARABIC LETTER HIGH HAMZA ALEF                                 | Arabischer Buchstabe Alif mit hohem Hamza                                               |
| U+0676 (1654) | ٶ               | anderer Buchstabe, Silbe oder Ideogramm | arabischer Buchstabe        | ARABIC LETTER HIGH HAMZA WAW                                  | Arabischer Buchstabe Waw mit hohem Hamza                                                |
| U+0677 (1655) | ٷ               | anderer Buchstabe, Silbe oder Ideogramm | arabischer Buchstabe        | ARABIC LETTER U WITH HAMZA ABOVE                              | Arabischer Buchstabe U mit übergesetztem Hamza                                          |
| U+0678 (1656) | ٸ               | anderer Buchstabe, Silbe oder Ideogramm | arabischer Buchstabe        | ARABIC LETTER HIGH HAMZA YEH                                  | Arabischer Buchstabe Ya mit hohem Hamza                                                 |
| U+0679 (1657) | ٹ               | anderer Buchstabe, Silbe oder Ideogramm | arabischer Buchstabe        | ARABIC LETTER TTEH                                            | Arabischer Buchstabe Tte (ṭe)                                                           |
| U+067A (1658) | ٺ               | anderer Buchstabe, Silbe oder Ideogramm | arabischer Buchstabe        | ARABIC LETTER TTEHEH                                          | Arabischer Buchstabe Ttehe                                                              |
| U+067B (1659) | ٻ               | anderer Buchstabe, Silbe oder Ideogramm | arabischer Buchstabe        | ARABIC LETTER BEEH                                            | Arabischer Buchstabe Be                                                                 |
| U+067C (1660) | ټ               | anderer Buchstabe, Silbe oder Ideogramm | arabischer Buchstabe        | ARABIC LETTER TEH WITH RING                                   | Arabischer Buchstabe Ta mit Ring                                                        |
| U+067D (1661) | ٽ               | anderer Buchstabe, Silbe oder Ideogramm | arabischer Buchstabe        | ARABIC LETTER TEH WITH THREE DOTS ABOVE DOWNWARDS             |                                                                                         |
| U+067E (1662) | پ               | anderer Buchstabe, Silbe oder Ideogramm | arabischer Buchstabe        | ARABIC LETTER PEH                                             | Arabischer Buchstabe Pe                                                                 |
| U+067F (1663) | ٿ               | anderer Buchstabe, Silbe oder Ideogramm | arabischer Buchstabe        | ARABIC LETTER TEHEH                                           | Arabischer Buchstabe Tehe                                                               |
| U+0680 (1664) | ڀ               | anderer Buchstabe, Silbe oder Ideogramm | arabischer Buchstabe        | ARABIC LETTER BEHEH                                           | Arabischer Buchstabe Behe                                                               |
| U+0681 (1665) | ځ               | anderer Buchstabe, Silbe oder Ideogramm | arabischer Buchstabe        | ARABIC LETTER HAH WITH HAMZA ABOVE                            | Arabischer Buchstabe Ha mit übergesetztem Hamza                                         |
| U+0682 (1666) | ڂ               | anderer Buchstabe, Silbe oder Ideogramm | arabischer Buchstabe        | ARABIC LETTER HAH WITH TWO DOTS VERTICAL ABOVE                | Arabischer Buchstabe Ha mit zwei vertikal übergesetzten Punkten                         |
| U+0683 (1667) | ڃ               | anderer Buchstabe, Silbe oder Ideogramm | arabischer Buchstabe        | ARABIC LETTER NYEH                                            | Arabischer Buchstabe Nja                                                                |
| U+0684 (1668) | ڄ               | anderer Buchstabe, Silbe oder Ideogramm | arabischer Buchstabe        | ARABIC LETTER DYEH                                            | Arabischer Buchstabe Dja                                                                |
| U+0685 (1669) | څ               | anderer Buchstabe, Silbe oder Ideogramm | arabischer Buchstabe        | ARABIC LETTER HAH WITH THREE DOTS ABOVE                       | Arabischer Buchstabe pharyngales Ha mit drei übergesetzten Punkten                      |
| U+0686 (1670) | چ               | anderer Buchstabe, Silbe oder Ideogramm | arabischer Buchstabe        | ARABIC LETTER TCHEH                                           | Arabischer Buchstabe Tsche                                                              |
| U+0687 (1671) | ڇ               | anderer Buchstabe, Silbe oder Ideogramm | arabischer Buchstabe        | ARABIC LETTER TCHEHEH                                         | Arabischer Buchstabe Tschehe                                                            |
| U+0688 (1672) | ڈ               | anderer Buchstabe, Silbe oder Ideogramm | arabischer Buchstabe        | ARABIC LETTER DDAL                                            | Arabischer Buchstabe Ddal                                                               |
| U+0689 (1673) | ډ               | anderer Buchstabe, Silbe oder Ideogramm | arabischer Buchstabe        | ARABIC LETTER DAL WITH RING                                   | Arabischer Buchstabe Dal mit Ring                                                       |
| U+068A (1674) | ڊ               | anderer Buchstabe, Silbe oder Ideogramm | arabischer Buchstabe        | ARABIC LETTER DAL WITH DOT BELOW                              | Arabischer Buchstabe Dal mit untergesetztem Punkt                                       |
| U+068B (1675) | ڋ               | anderer Buchstabe, Silbe oder Ideogramm | arabischer Buchstabe        | ARABIC LETTER DAL WITH DOT BELOW AND SMALL TAH                | Arabischer Buchstabe Dal mit untergesetztem Punkt und kleinem Ta                        |
| U+068C (1676) | ڌ               | anderer Buchstabe, Silbe oder Ideogramm | arabischer Buchstabe        | ARABIC LETTER DAHAL                                           | Arabischer Buchstabe Dahal                                                              |
| U+068D (1677) | ڍ               | anderer Buchstabe, Silbe oder Ideogramm | arabischer Buchstabe        | ARABIC LETTER DDAHAL                                          | Arabischer Buchstabe Ddahal                                                             |
| U+068E (1678) | ڎ               | anderer Buchstabe, Silbe oder Ideogramm | arabischer Buchstabe        | ARABIC LETTER DUL                                             | Arabischer Buchstabe Dul                                                                |
| U+068F (1679) | ڏ               | anderer Buchstabe, Silbe oder Ideogramm | arabischer Buchstabe        | ARABIC LETTER DAL WITH THREE DOTS ABOVE DOWNWARDS             | Arabischer Buchstabe Dal mit drei übergesetzten Punkten                                 |
| U+0690 (1680) | ڐ               | anderer Buchstabe, Silbe oder Ideogramm | arabischer Buchstabe        | ARABIC LETTER DAL WITH FOUR DOTS ABOVE                        | Arabischer Buchstabe Dal mit vier übergesetzten Punkten                                 |
| U+0691 (1681) | ڑ               | anderer Buchstabe, Silbe oder Ideogramm | arabischer Buchstabe        | ARABIC LETTER RREH                                            | Arabischer Buchstabe Rra                                                                |
| U+0692 (1682) | ڒ               | anderer Buchstabe, Silbe oder Ideogramm | arabischer Buchstabe        | ARABIC LETTER REH WITH SMALL V                                | Arabischer Buchstabe Ra mit kleinem V                                                   |
| U+0693 (1683) | ړ               | anderer Buchstabe, Silbe oder Ideogramm | arabischer Buchstabe        | ARABIC LETTER REH WITH RING                                   | Arabischer Buchstabe Ra mit Ring                                                        |
| U+0694 (1684) | ڔ               | anderer Buchstabe, Silbe oder Ideogramm | arabischer Buchstabe        | ARABIC LETTER REH WITH DOT BELOW                              | Arabischer Buchstabe Ra mit untergesetztem Punkt                                        |
| U+0695 (1685) | ڕ               | anderer Buchstabe, Silbe oder Ideogramm | arabischer Buchstabe        | ARABIC LETTER REH WITH SMALL V BELOW                          | Arabischer Buchstabe Ra mit untergesetztem kleinem V                                    |
| U+0696 (1686) | ږ               | anderer Buchstabe, Silbe oder Ideogramm | arabischer Buchstabe        | ARABIC LETTER REH WITH DOT BELOW AND DOT ABOVE                | Arabischer Buchstabe Ra mit untergesetztem Punkt und übergesetztem Punkt                |
| U+0697 (1687) | ڗ               | anderer Buchstabe, Silbe oder Ideogramm | arabischer Buchstabe        | ARABIC LETTER REH WITH TWO DOTS ABOVE                         | Arabischer Buchstabe Ra mit zwei übergesetzten Punkten                                  |
| U+0698 (1688) | ژ               | anderer Buchstabe, Silbe oder Ideogramm | arabischer Buchstabe        | ARABIC LETTER JEH                                             | Arabischer Buchstabe Že                                                                 |
| U+0699 (1689) | ڙ               | anderer Buchstabe, Silbe oder Ideogramm | arabischer Buchstabe        | ARABIC LETTER REH WITH FOUR DOTS ABOVE                        | Arabischer Buchstabe Ra mit vier übergesetzten Punkten                                  |
| U+069A (1690) | ښ               | anderer Buchstabe, Silbe oder Ideogramm | arabischer Buchstabe        | ARABIC LETTER SEEN WITH DOT BELOW AND DOT ABOVE               | Arabischer Buchstabe Sin mit untergesetztem Punkt und übergesetztem Punkt               |
| U+069B (1691) | ڛ               | anderer Buchstabe, Silbe oder Ideogramm | arabischer Buchstabe        | ARABIC LETTER SEEN WITH THREE DOTS BELOW                      | Arabischer Buchstabe Sin mit drei untergesetzten Punkten                                |
| U+069C (1692) | ڜ               | anderer Buchstabe, Silbe oder Ideogramm | arabischer Buchstabe        | ARABIC LETTER SEEN WITH THREE DOTS BELOW AND THREE DOTS ABOVE | Arabischer Buchstabe Sin mit drei untergesetzten Punkten und drei übergesetzten Punkten |
| U+069D (1693) | ڝ               | anderer Buchstabe, Silbe oder Ideogramm | arabischer Buchstabe        | ARABIC LETTER SAD WITH TWO DOTS BELOW                         | Arabischer Buchstabe Sad mit zwei untergesetzten Punkten                                |
| U+069E (1694) | ڞ               | anderer Buchstabe, Silbe oder Ideogramm | arabischer Buchstabe        | ARABIC LETTER SAD WITH THREE DOTS ABOVE                       | Arabischer Buchstabe Sad mit drei übergesetzten Punkten                                 |
| U+069F (1695) | ڟ               | anderer Buchstabe, Silbe oder Ideogramm | arabischer Buchstabe        | ARABIC LETTER TAH WITH THREE DOTS ABOVE                       | Arabischer Buchstabe emphatisches Ta mit drei übergesetzten Punkten                     |
| U+06A0 (1696) | ڠ               | anderer Buchstabe, Silbe oder Ideogramm | arabischer Buchstabe        | ARABIC LETTER AIN WITH THREE DOTS ABOVE                       | Arabischer Buchstabe Ain mit drei übergesetzten Punkten                                 |
| U+06A1 (1697) | ڡ               | anderer Buchstabe, Silbe oder Ideogramm | arabischer Buchstabe        | ARABIC LETTER DOTLESS FEH                                     | Arabischer Buchstabe punktloses Fa                                                      |
| U+06A2 (1698) | ڢ               | anderer Buchstabe, Silbe oder Ideogramm | arabischer Buchstabe        | ARABIC LETTER FEH WITH DOT MOVED BELOW                        | Arabischer Buchstabe Fa ohne Punkt oben, aber mit untergesetztem Punkt                  |
| U+06A3 (1699) | ڣ               | anderer Buchstabe, Silbe oder Ideogramm | arabischer Buchstabe        | ARABIC LETTER FEH WITH DOT BELOW                              | Arabischer Buchstabe Fa mit untergesetztem Punkt                                        |
| U+06A4 (1700) | ڤ               | anderer Buchstabe, Silbe oder Ideogramm | arabischer Buchstabe        | ARABIC LETTER VEH                                             | Arabischer Buchstabe Va                                                                 |
| U+06A5 (1701) | ڥ               | anderer Buchstabe, Silbe oder Ideogramm | arabischer Buchstabe        | ARABIC LETTER FEH WITH THREE DOTS BELOW                       | Arabischer Buchstabe Fa mit drei untergesetzten Punkten                                 |
| U+06A6 (1702) | ڦ               | anderer Buchstabe, Silbe oder Ideogramm | arabischer Buchstabe        | ARABIC LETTER PEHEH                                           | Arabischer Buchstabe Pehe                                                               |
| U+06A7 (1703) | ڧ               | anderer Buchstabe, Silbe oder Ideogramm | arabischer Buchstabe        | ARABIC LETTER QAF WITH DOT ABOVE                              | Arabischer Buchstabe Qaf mit übergesetztem Punkt                                        |
| U+06A8 (1704) | ڨ               | anderer Buchstabe, Silbe oder Ideogramm | arabischer Buchstabe        | ARABIC LETTER QAF WITH THREE DOTS ABOVE                       | Arabischer Buchstabe Qaf mit drei übergesetzten Punkten                                 |
| U+06A9 (1705) | ک               | anderer Buchstabe, Silbe oder Ideogramm | arabischer Buchstabe        | ARABIC LETTER KEHEH                                           | Arabischer Buchstabe Kehe                                                               |
| U+06AA (1706) | ڪ               | anderer Buchstabe, Silbe oder Ideogramm | arabischer Buchstabe        | ARABIC LETTER SWASH KAF                                       |                                                                                         |
| U+06AB (1707) | ګ               | anderer Buchstabe, Silbe oder Ideogramm | arabischer Buchstabe        | ARABIC LETTER KAF WITH RING                                   | Arabischer Buchstabe Kaf mit Ring                                                       |
| U+06AC (1708) | ڬ               | anderer Buchstabe, Silbe oder Ideogramm | arabischer Buchstabe        | ARABIC LETTER KAF WITH DOT ABOVE                              | Arabischer Buchstabe Kaf mit übergesetztem Punkt                                        |
| U+06AD (1709) | ڭ               | anderer Buchstabe, Silbe oder Ideogramm | arabischer Buchstabe        | ARABIC LETTER NG                                              | Arabischer Buchstabe Ng                                                                 |
| U+06AE (1710) | ڮ               | anderer Buchstabe, Silbe oder Ideogramm | arabischer Buchstabe        | ARABIC LETTER KAF WITH THREE DOTS BELOW                       | Arabischer Buchstabe Kaf mit drei untergesetzten Punkten                                |
| U+06AF (1711) | گ               | anderer Buchstabe, Silbe oder Ideogramm | arabischer Buchstabe        | ARABIC LETTER GAF                                             | Arabischer Buchstabe Gaf                                                                |
| U+06B0 (1712) | ڰ               | anderer Buchstabe, Silbe oder Ideogramm | arabischer Buchstabe        | ARABIC LETTER GAF WITH RING                                   | Arabischer Buchstabe Gaf mit Ring                                                       |
| U+06B1 (1713) | ڱ               | anderer Buchstabe, Silbe oder Ideogramm | arabischer Buchstabe        | ARABIC LETTER NGOEH                                           | Arabischer Buchstabe Nge                                                                |
| U+06B2 (1714) | ڲ               | anderer Buchstabe, Silbe oder Ideogramm | arabischer Buchstabe        | ARABIC LETTER GAF WITH TWO DOTS BELOW                         | Arabischer Buchstabe Gaf mit zwei untergesetzten Punkten                                |
| U+06B3 (1715) | ڳ               | anderer Buchstabe, Silbe oder Ideogramm | arabischer Buchstabe        | ARABIC LETTER GUEH                                            | Arabischer Buchstabe Gge                                                                |
| U+06B4 (1716) | ڴ               | anderer Buchstabe, Silbe oder Ideogramm | arabischer Buchstabe        | ARABIC LETTER GAF WITH THREE DOTS ABOVE                       | Arabischer Buchstabe Gaf mit drei übergesetzten Punkten                                 |
| U+06B5 (1717) | ڵ               | anderer Buchstabe, Silbe oder Ideogramm | arabischer Buchstabe        | ARABIC LETTER LAM WITH SMALL V                                | Arabischer Buchstabe Lam mit kleinem V                                                  |
| U+06B6 (1718) | ڶ               | anderer Buchstabe, Silbe oder Ideogramm | arabischer Buchstabe        | ARABIC LETTER LAM WITH DOT ABOVE                              | Arabischer Buchstabe Lam mit übergesetztem Punkt                                        |
| U+06B7 (1719) | ڷ               | anderer Buchstabe, Silbe oder Ideogramm | arabischer Buchstabe        | ARABIC LETTER LAM WITH THREE DOTS ABOVE                       | Arabischer Buchstabe Lam mit drei übergesetzten Punkten                                 |
| U+06B8 (1720) | ڸ               | anderer Buchstabe, Silbe oder Ideogramm | arabischer Buchstabe        | ARABIC LETTER LAM WITH THREE DOTS BELOW                       | Arabischer Buchstabe Lam mit drei untergesetzten Punkten                                |
| U+06B9 (1721) | ڹ               | anderer Buchstabe, Silbe oder Ideogramm | arabischer Buchstabe        | ARABIC LETTER NOON WITH DOT BELOW                             | Arabischer Buchstabe Nun mit untergesetztem Punkt                                       |
| U+06BA (1722) | ں               | anderer Buchstabe, Silbe oder Ideogramm | arabischer Buchstabe        | ARABIC LETTER NOON GHUNNA                                     | Arabischer Buchstabe Nun ghunna                                                         |
| U+06BB (1723) | ڻ               | anderer Buchstabe, Silbe oder Ideogramm | arabischer Buchstabe        | ARABIC LETTER RNOON                                           | Arabischer Buchstabe Njun                                                               |
| U+06BC (1724) | ڼ               | anderer Buchstabe, Silbe oder Ideogramm | arabischer Buchstabe        | ARABIC LETTER NOON WITH RING                                  | Arabischer Buchstabe Nun mit Ring                                                       |
| U+06BD (1725) | ڽ               | anderer Buchstabe, Silbe oder Ideogramm | arabischer Buchstabe        | ARABIC LETTER NOON WITH THREE DOTS ABOVE                      | Arabischer Buchstabe Nun mit drei übergesetzten Punkten                                 |
| U+06BE (1726) | ھ               | anderer Buchstabe, Silbe oder Ideogramm | arabischer Buchstabe        | ARABIC LETTER HEH DOACHASHMEE                                 | Arabischer Buchstabe Do caschmi he                                                      |
| U+06BF (1727) | ڿ               | anderer Buchstabe, Silbe oder Ideogramm | arabischer Buchstabe        | ARABIC LETTER TCHEH WITH DOT ABOVE                            | Arabischer Buchstabe Tsche mit übergesetztem Punkt                                      |
| U+06C0 (1728) | ۀ               | anderer Buchstabe, Silbe oder Ideogramm | arabischer Buchstabe        | ARABIC LETTER HEH WITH YEH ABOVE                              | Arabischer Buchstabe Ha mit übergesetztem Ya                                            |
| U+06C1 (1729) | ہ               | anderer Buchstabe, Silbe oder Ideogramm | arabischer Buchstabe        | ARABIC LETTER HEH GOAL                                        |                                                                                         |
| U+06C2 (1730) | ۂ               | anderer Buchstabe, Silbe oder Ideogramm | arabischer Buchstabe        | ARABIC LETTER HEH GOAL WITH HAMZA ABOVE                       |                                                                                         |
| U+06C3 (1731) | ۃ               | anderer Buchstabe, Silbe oder Ideogramm | arabischer Buchstabe        | ARABIC LETTER TEH MARBUTA GOAL                                |                                                                                         |
| U+06C4 (1732) | ۄ               | anderer Buchstabe, Silbe oder Ideogramm | arabischer Buchstabe        | ARABIC LETTER WAW WITH RING                                   | Arabischer Buchstabe Waw mit Ring                                                       |
| U+06C5 (1733) | ۅ               | anderer Buchstabe, Silbe oder Ideogramm | arabischer Buchstabe        | ARABIC LETTER KIRGHIZ OE                                      | Arabischer Buchstabe kirgisisches Ö                                                     |
| U+06C6 (1734) | ۆ               | anderer Buchstabe, Silbe oder Ideogramm | arabischer Buchstabe        | ARABIC LETTER OE                                              | Arabischer Buchstabe Ö                                                                  |
| U+06C7 (1735) | ۇ               | anderer Buchstabe, Silbe oder Ideogramm | arabischer Buchstabe        | ARABIC LETTER U                                               | Arabischer Buchstabe U                                                                  |
| U+06C8 (1736) | ۈ               | anderer Buchstabe, Silbe oder Ideogramm | arabischer Buchstabe        | ARABIC LETTER YU                                              | Arabischer Buchstabe Yu                                                                 |
| U+06C9 (1737) | ۉ               | anderer Buchstabe, Silbe oder Ideogramm | arabischer Buchstabe        | ARABIC LETTER KIRGHIZ YU                                      | Arabischer Buchstabe kirgisisches Yu                                                    |
| U+06CA (1738) | ۊ               | anderer Buchstabe, Silbe oder Ideogramm | arabischer Buchstabe        | ARABIC LETTER WAW WITH TWO DOTS ABOVE                         | Arabischer Buchstabe Waw mit zwei übergesetzten Punkten                                 |
| U+06CB (1739) | ۋ               | anderer Buchstabe, Silbe oder Ideogramm | arabischer Buchstabe        | ARABIC LETTER VE                                              | Arabischer Buchstabe Va                                                                 |
| U+06CC (1740) | ی               | anderer Buchstabe, Silbe oder Ideogramm | arabischer Buchstabe        | ARABIC LETTER FARSI YEH                                       | Arabischer Buchstabe Farsi-Ya                                                           |
| U+06CD (1741) | ۍ               | anderer Buchstabe, Silbe oder Ideogramm | arabischer Buchstabe        | ARABIC LETTER YEH WITH TAIL                                   | Arabischer Buchstabe Ya mit Schwanz                                                     |
| U+06CE (1742) | ێ               | anderer Buchstabe, Silbe oder Ideogramm | arabischer Buchstabe        | ARABIC LETTER YEH WITH SMALL V                                | Arabischer Buchstabe Ya mit kleinem V                                                   |
| U+06CF (1743) | ۏ               | anderer Buchstabe, Silbe oder Ideogramm | arabischer Buchstabe        | ARABIC LETTER WAW WITH DOT ABOVE                              | Arabischer Buchstabe Waw mit übergesetztem Punkt                                        |
| U+06D0 (1744) | ې               | anderer Buchstabe, Silbe oder Ideogramm | arabischer Buchstabe        | ARABIC LETTER E                                               | Arabischer Buchstabe E                                                                  |
| U+06D1 (1745) | ۑ               | anderer Buchstabe, Silbe oder Ideogramm | arabischer Buchstabe        | ARABIC LETTER YEH WITH THREE DOTS BELOW                       | Arabischer Buchstabe Ya mit drei untergesetzten Punkten                                 |
| U+06D2 (1746) | ے               | anderer Buchstabe, Silbe oder Ideogramm | arabischer Buchstabe        | ARABIC LETTER YEH BARREE                                      | Arabischer Buchstabe Bari ye                                                            |
| U+06D3 (1747) | ۓ               | anderer Buchstabe, Silbe oder Ideogramm | arabischer Buchstabe        | ARABIC LETTER YEH BARREE WITH HAMZA ABOVE                     | Arabischer Buchstabe Bari ye mit übergesetztem Hamza                                    |
| U+06D4 (1748) | ۔               | andere Interpunktion                    | arabischer Buchstabe        | ARABIC FULL STOP                                              | Arabischer Punkt                                                                        |
| U+06D5 (1749) | ە               | anderer Buchstabe, Silbe oder Ideogramm | arabischer Buchstabe        | ARABIC LETTER AE                                              | Arabischer Buchstabe Ä                                                                  |
| U+06D6 (1750) | ۖ◌               | Markierung ohne Extrabreite             | Markierung ohne Extrabreite | ARABIC SMALL HIGH LIGATURE SAD WITH LAM WITH ALEF MAKSURA     | Arabische kleine hohe Ligatur Sad, Lam und Alif maqsura                                 |
| U+06D7 (1751) | ۗ◌               | Markierung ohne Extrabreite             | Markierung ohne Extrabreite | ARABIC SMALL HIGH LIGATURE QAF WITH LAM WITH ALEF MAKSURA     | Arabische kleine hohe Ligatur Qaf, Lam und Alif maqsura                                 |
| U+06D8 (1752) | ۘ◌               | Markierung ohne Extrabreite             | Markierung ohne Extrabreite | ARABIC SMALL HIGH MEEM INITIAL FORM                           | Arabisches kleines hohes Mim Initialform                                                |
| U+06D9 (1753) | ۙ◌               | Markierung ohne Extrabreite             | Markierung ohne Extrabreite | ARABIC SMALL HIGH LAM ALEF                                    | Arabischer kleine hohe Lam-Alif-Ligatur                                                 |
| U+06DA (1754) | ۚ◌               | Markierung ohne Extrabreite             | Markierung ohne Extrabreite | ARABIC SMALL HIGH JEEM                                        | Arabisches kleines hohes Dschim                                                         |
| U+06DB (1755) | ۛ◌               | Markierung ohne Extrabreite             | Markierung ohne Extrabreite | ARABIC SMALL HIGH THREE DOTS                                  |                                                                                         |
| U+06DC (1756) | ۜ◌               | Markierung ohne Extrabreite             | Markierung ohne Extrabreite | ARABIC SMALL HIGH SEEN                                        | Arabisches kleines hohes Sin                                                            |
| U+06DD (1757) | ۝                | Formatierzeichen                        | arabische Ziffer            | ARABIC END OF AYAH                                            | Ende einer Āya                                                                          |
| U+06DE (1758) | ۞               | anderes Symbol                          | anderes neutrales Zeichen   | ARABIC START OF RUB EL HIZB                                   | Rub al-hizb                                                                             |
| U+06DF (1759) | ۟◌               | Markierung ohne Extrabreite             | Markierung ohne Extrabreite | ARABIC SMALL HIGH ROUNDED ZERO                                |                                                                                         |
| U+06E0 (1760) | ۠◌               | Markierung ohne Extrabreite             | Markierung ohne Extrabreite | ARABIC SMALL HIGH UPRIGHT RECTANGULAR ZERO                    |                                                                                         |
| U+06E1 (1761) | ۡ◌               | Markierung ohne Extrabreite             | Markierung ohne Extrabreite | ARABIC SMALL HIGH DOTLESS HEAD OF KHAH                        |                                                                                         |
| U+06E2 (1762) | ۢ◌               | Markierung ohne Extrabreite             | Markierung ohne Extrabreite | ARABIC SMALL HIGH MEEM ISOLATED FORM                          | Arabisches kleines hohes Mim isolierte Form                                             |
| U+06E3 (1763) | ۣ◌               | Markierung ohne Extrabreite             | Markierung ohne Extrabreite | ARABIC SMALL LOW SEEN                                         | Arabisches kleines tiefes Sin                                                           |
| U+06E4 (1764) | ۤ◌               | Markierung ohne Extrabreite             | Markierung ohne Extrabreite | ARABIC SMALL HIGH MADDA                                       | Arabisches kleines hohes Madda                                                          |
| U+06E5 (1765) | ۥ               | modifizierender Buchstabe               | arabischer Buchstabe        | ARABIC SMALL WAW                                              | Arabisches kleines Waw                                                                  |
| U+06E6 (1766) | ۦ               | modifizierender Buchstabe               | arabischer Buchstabe        | ARABIC SMALL YEH                                              | Arabisches kleines Ya                                                                   |
| U+06E7 (1767) | ۧ◌               | Markierung ohne Extrabreite             | Markierung ohne Extrabreite | ARABIC SMALL HIGH YEH                                         | Arabischer kleines hohes Ya                                                             |
| U+06E8 (1768) | ۨ◌               | Markierung ohne Extrabreite             | Markierung ohne Extrabreite | ARABIC SMALL HIGH NOON                                        | Arabisches kleines hohes Nun                                                            |
| U+06E9 (1769) | ۩               | anderes Symbol                          | anderes neutrales Zeichen   | ARABIC PLACE OF SAJDAH                                        |                                                                                         |
| U+06EA (1770) | ۪◌               | Markierung ohne Extrabreite             | Markierung ohne Extrabreite | ARABIC EMPTY CENTRE LOW STOP                                  |                                                                                         |
| U+06EB (1771) | ۫◌               | Markierung ohne Extrabreite             | Markierung ohne Extrabreite | ARABIC EMPTY CENTRE HIGH STOP                                 |                                                                                         |
| U+06EC (1772) | ۬◌               | Markierung ohne Extrabreite             | Markierung ohne Extrabreite | ARABIC ROUNDED HIGH STOP WITH FILLED CENTRE                   |                                                                                         |
| U+06ED (1773) | ۭ◌               | Markierung ohne Extrabreite             | Markierung ohne Extrabreite | ARABIC SMALL LOW MEEM                                         | Arabisches kleines tiefes Mim                                                           |
| U+06EE (1774) | ۮ               | anderer Buchstabe, Silbe oder Ideogramm | arabischer Buchstabe        | ARABIC LETTER DAL WITH INVERTED V                             | Arabischer Buchstabe Dal mit umgekehrtem V                                              |
| U+06EF (1775) | ۯ               | anderer Buchstabe, Silbe oder Ideogramm | arabischer Buchstabe        | ARABIC LETTER REH WITH INVERTED V                             | Arabischer Buchstabe Ra mit umgekehrtem V                                               |
| U+06F0 (1776) | ۰               | Dezimalziffer                           | europäische Ziffer          | EXTENDED ARABIC-INDIC DIGIT ZERO                              | Ostarabisch-indische Ziffer Null                                                        |
| U+06F1 (1777) | ۱               | Dezimalziffer                           | europäische Ziffer          | EXTENDED ARABIC-INDIC DIGIT ONE                               | Ostarabisch-indische Ziffer Eins                                                        |
| U+06F2 (1778) | ۲               | Dezimalziffer                           | europäische Ziffer          | EXTENDED ARABIC-INDIC DIGIT TWO                               | Ostarabisch-indische Ziffer Zwei                                                        |
| U+06F3 (1779) | ۳               | Dezimalziffer                           | europäische Ziffer          | EXTENDED ARABIC-INDIC DIGIT THREE                             | Ostarabisch-indische Ziffer Drei                                                        |
| U+06F4 (1780) | ۴               | Dezimalziffer                           | europäische Ziffer          | EXTENDED ARABIC-INDIC DIGIT FOUR                              | Ostarabisch-indische Ziffer Vier                                                        |
| U+06F5 (1781) | ۵               | Dezimalziffer                           | europäische Ziffer          | EXTENDED ARABIC-INDIC DIGIT FIVE                              | Ostarabisch-indische Ziffer Fünf                                                        |
| U+06F6 (1782) | ۶               | Dezimalziffer                           | europäische Ziffer          | EXTENDED ARABIC-INDIC DIGIT SIX                               | Ostarabisch-indische Ziffer Sechs                                                       |
| U+06F7 (1783) | ۷               | Dezimalziffer                           | europäische Ziffer          | EXTENDED ARABIC-INDIC DIGIT SEVEN                             | Ostarabisch-indische Ziffer Sieben                                                      |
| U+06F8 (1784) | ۸               | Dezimalziffer                           | europäische Ziffer          | EXTENDED ARABIC-INDIC DIGIT EIGHT                             | Ostarabisch-indische Ziffer Acht                                                        |
| U+06F9 (1785) | ۹               | Dezimalziffer                           | europäische Ziffer          | EXTENDED ARABIC-INDIC DIGIT NINE                              | Ostarabisch-indische Ziffer Neun                                                        |
| U+06FA (1786) | ۺ               | anderer Buchstabe, Silbe oder Ideogramm | arabischer Buchstabe        | ARABIC LETTER SHEEN WITH DOT BELOW                            | Arabischer Buchstabe Schin mit untergesetztem Punkt                                     |
| U+06FB (1787) | ۻ               | anderer Buchstabe, Silbe oder Ideogramm | arabischer Buchstabe        | ARABIC LETTER DAD WITH DOT BELOW                              | Arabischer Buchstabe Dad mit untergesetztem Punkt                                       |
| U+06FC (1788) | ۼ               | anderer Buchstabe, Silbe oder Ideogramm | arabischer Buchstabe        | ARABIC LETTER GHAIN WITH DOT BELOW                            | Arabischer Buchstabe Ghain mit untergesetztem Punkt                                     |
| U+06FD (1789) | ۽               | anderes Symbol                          | arabischer Buchstabe        | ARABIC SIGN SINDHI AMPERSAND                                  | Arabisches Zeichen Sindhi Und-Zeichen                                                   |
| U+06FE (1790) | ۾               | anderes Symbol                          | arabischer Buchstabe        | ARABIC SIGN SINDHI POSTPOSITION MEN                           | Arabisches Zeichen Sindhi Postposition men                                              |
| U+06FF (1791) | ۿ               | anderer Buchstabe, Silbe oder Ideogramm | arabischer Buchstabe        | ARABIC LETTER HEH WITH INVERTED V                             | Arabischer Buchstabe Ha mit umgekehrtem V                                               |